# Бекет, Мария
Мария Бекет (англ. Maria Graves Beckett, также известная как Maria Agnes Beckett, Maria J.C. a’ Becket и Marie Cecilia a’ Becket; 1839—1904) — американская художница-пейзажист, представительница школы реки Гудзон.
Стала «первым уроженцем Портленда, который преуспел в жанре пейзажа и выставлялся в Американском художественном союзе в 1847, 1849 и 1950 годах».

## Биография
Родилась 7 июля 1839 года в Портленде, штат Мэн, в семье аптекаря Чарльза Бекета (Charles Beckett), который воспитал дочь в художественной среде. В 1866 году семья Бекет стала частью Большого пожара в Портленде, ставшего самым разрушительным пожаром в американской истории на тот момент времени. Пожар уничтожил семейный дом и аптекарский бизнес; из-за чего спустя два месяца умер отец Марии. После этих трагических событий Мария, её брат и мать обратились в католицизм.
Работала с членами школы реки Гудзон, сотрудничала также с художниками американской барбизонской школы. Училась у Уильяма Ханта в Бостоне, затем у Шарля-Франсуа Добиньи в Париже. Связь с Добиньи привела Марию Бекет к близким отношениям с его семьей.
После возвращения в США, жила и работала в Сент-Огастине, штат Флорида. Согласно местному таблоиду The Tatler, «она привлекала внимание своим остроумием, а также своим художественным талантом». Участвовала в выставках, на которых её картины хорошо продавались. Некоторые свои работы показывала в Доме Женщины на Всемирной выставке 1893 года в Чикаго, штат Иллинойс.
Умерла 7 сентября 1904 года предположительно в штате Флорида.

Некоторые работы
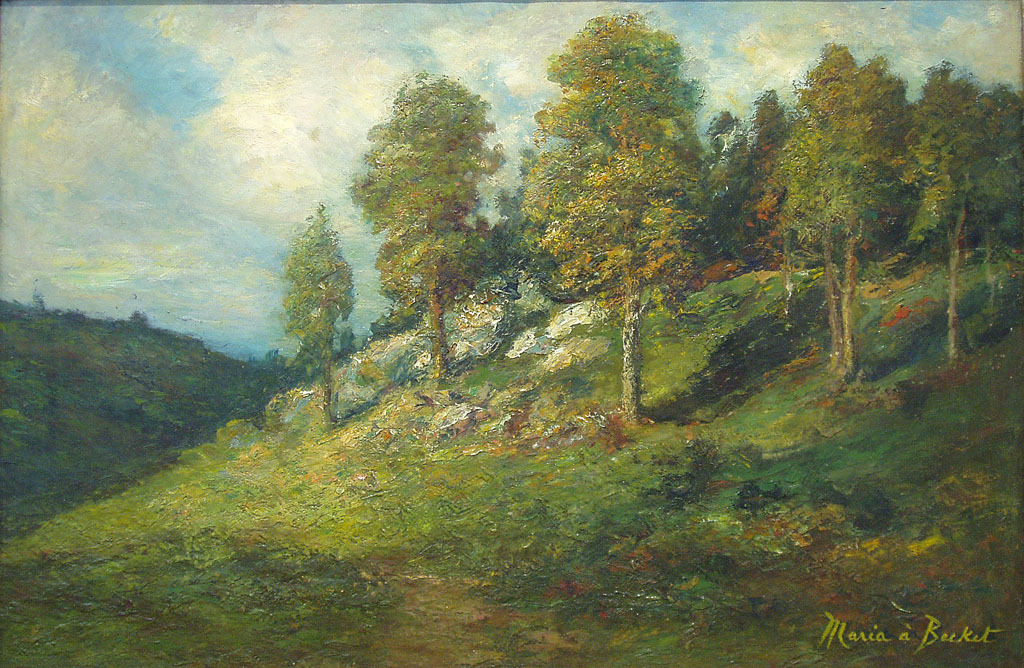
Landscape
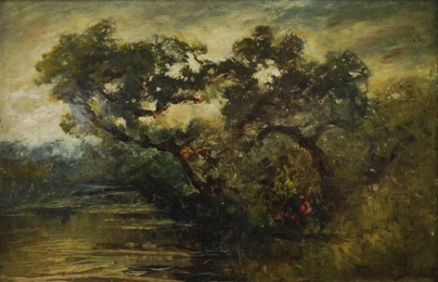
River Landscape
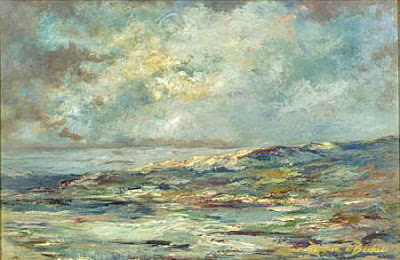
Wave Seascape
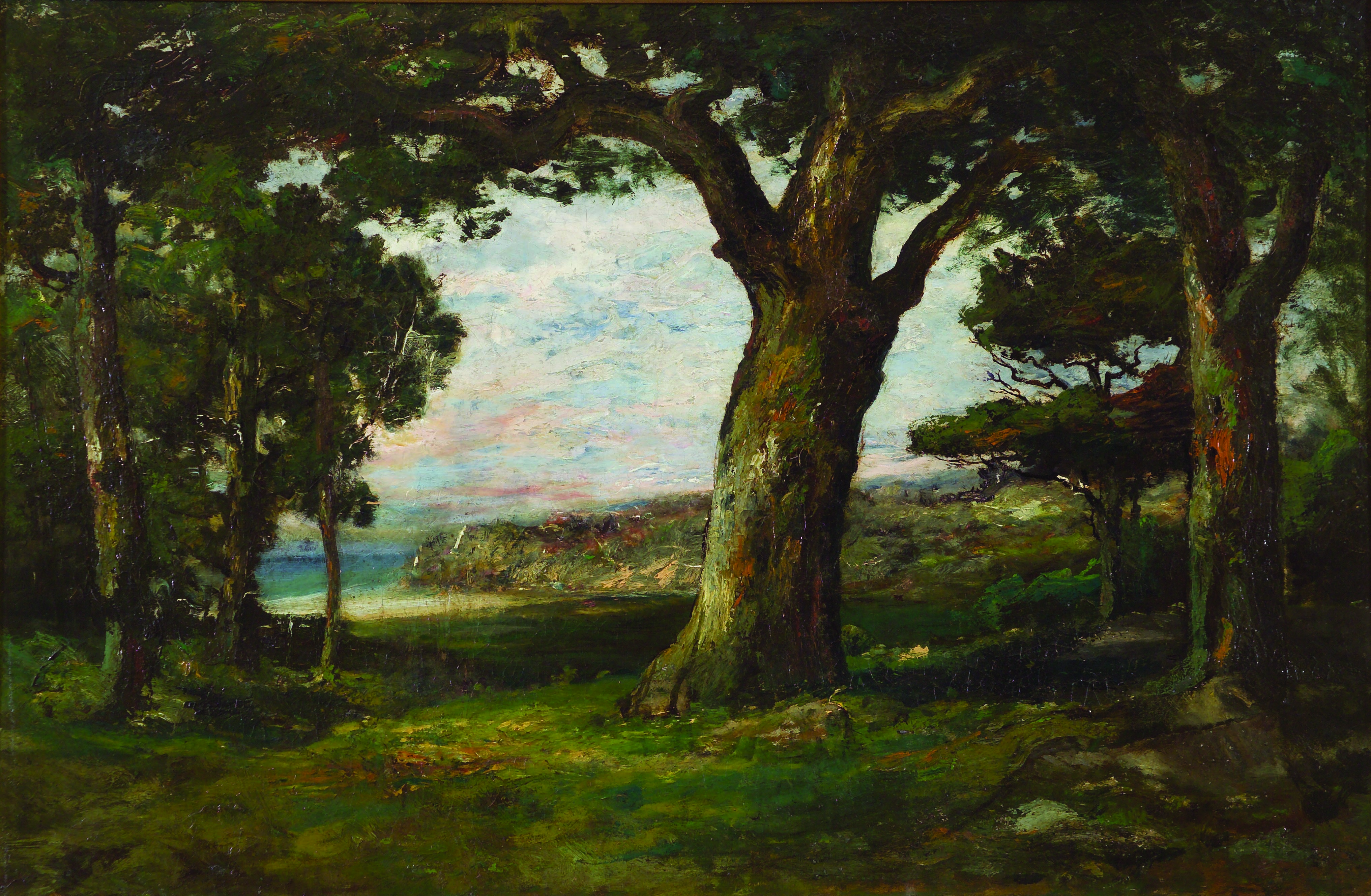
Monarch of the Glen